# 조병찬
조병찬(1977년 5월 17일 ~ )은 전 KBO 리그 야구 선수의 투수이다.

## 출신학교
- 전주진북초등학교
- 전라중학교
- 전주고등학교
- 영남대학교 (1996학번)